# 于兢
于兢（?—?），字德源，唐朝京兆府高陵县（今陕西省高陵县）人。五代后梁时宰相。祖父于敖，父亲于珪，叔父于琮。
後梁开平二年（908年）四月初三，后梁门下侍郎、同平章事杨涉被罢相降为右仆射；梁太祖朱温任命吏部侍郎于兢为中书侍郎，翰林学士承旨张策为刑部侍郎，两人都为同平章事。乾化三年（913年）二月十七，袁象先兵变，朱友珪被杀。中书侍郎、同平章事杜晓被乱兵杀死，于兢和宣政使李振被打伤。乾化四年（914年）四月十一，守司空兼门下侍郎、同平章事于兢因为犯了徇私迁补军校的罪，降为工部侍郎，后来又贬任莱州司马。